# Ada Rogovtseva
Ada Rogovtseva (nascuda el 16 de juliol de 1937) és una actriu ucraïnesa-soviètica. Ha aparegut en més de 30 pel·lícules i programes de televisió des de 1957. Professora de la Universitat Nacional de Cultura. Va guanyar el premi a la millor actriu al 7è Festival Internacional de Cinema de Moscou pel seu paper a Hail, Mary!.

## Biografia

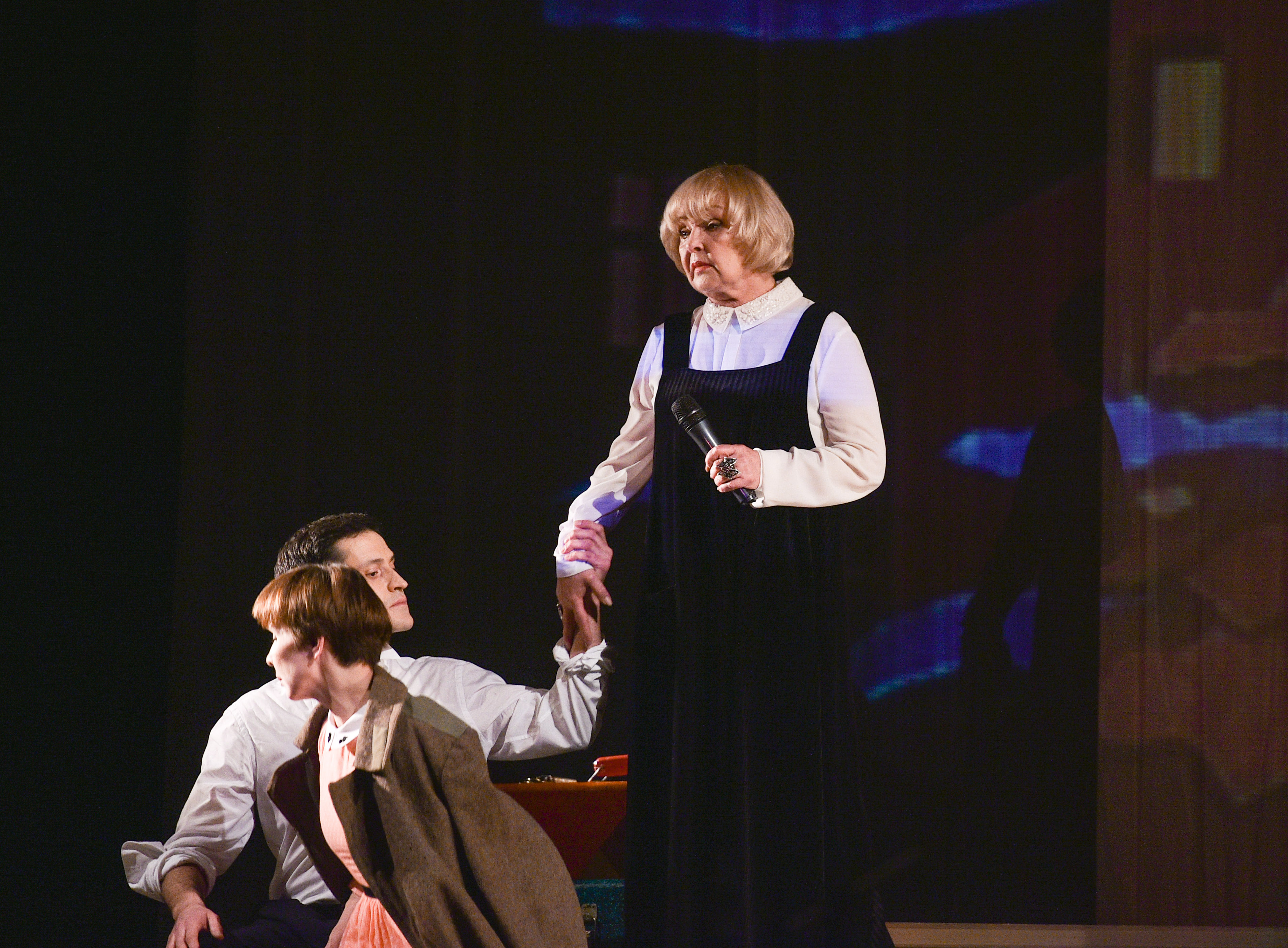
Rogovtseva a l'escenari el 2017

Nasqué el 1937 a la regió de Glúkhіv Chernihiv de l'RSS d'Ucraïna. El 1939, el districte de Glukhov va ser traslladat a la regió de Sumy.
És membre del Comitè del Premi Nacional d'Ucraïna que porta el nom de Taras Xevtxenko (desembre de 2016).

## Filmografia seleccionada
- Pavel Korchagin (1956)
- Forest Song (1961)
- Hail, Mary! (1970)
- Taming of the Fire (1972)
- Eternal Call (1973-1983)
- Waves of the Black Sea (1975)
- The Sea (1978)
- The Gadfly (1980)
- Nine Lives of Nestor Makhno (2006)
- Admiral (2008)
- Taras Bulba (2009)
- 11 children from Morshyn (2019)

## Reconeixements
- Artista del Poble de l'URSS
- Artista del Poble de d'Ucraïna
- Orde de la princesa Olga (tercera classe, 2002)[4]
- Ordre del Mèrit (Primera Classe, 2009)[5]
- Ordre del Mèrit (tercera classe, 1997)[6]